# Николай Добролюбов
Никола́й Алекса́ндрович Добролю́бов е руски поет, литературен критик, журналист и изтъкната личност по време на Руското революционно движение. Той е литературен герой на Карл Маркс и Ленин.[неблагонадежден източник]

## Биография
Добролюбов е роден в Нижни Новгород, а неговият баща е беден свещеник. Учи в начално училище за духовници, а от 1848 до 1853 г. – в семинария. Учителите му в семинарията го смятат за вундеркинд, а вкъщи прекарва по-голямата част от времето си в библиотеката на баща си, където чете книги за наука и изкуство. На тринадесетгодишна възраст пише поезия и превежда стихове от римски поети като Хораций. През 1853 г. заминава за Санкт Петербург и постъпва в историко-филологическия факултет на Главния педагогически институт. След смъртта на двамата си родители през 1854 г. поема отговорността за братята и сестрите си. Работи като възпитател и преводач, за да издържа семейството и да продължи обучението си. Голямото натоварване и стресът, свързани с длъжността му, оказват отрицателно въздействие върху здравето му.
През годините на следването си той организира нелегална демократична група, издава ръкописен вестник и оглавява борбата на студентите срещу реакционната университетска администрация. Стихотворенията му „[По повод] на 50-ия рожден ден на Н. И. Греч“ и „Ода за смъртта на Николай I“, които се разпространяват и извън университета, показват враждебното му отношение към автокрацията.
През 1856 г. се запознава с влиятелния критик Николай Чернишевски и с издателя Николай Некрасов. Скоро започва да публикува свои произведения в популярното списание на Некрасов „Современник“. През 1857 г., след като завършва университета, той постъпва на работа там като ръководител на отдела по критика. През следващите четири години издава няколко тома с важни критически съчинения. Една от най-известните му творби е есето „Какво е обломовщина?“, основано на анализа му на романа „Обломов“ на Иван Гончаров.
През май 1860 г., по настояване на приятели, заминава за чужбина, за да лекува туберкулозата си, изострена от преумора. Живял е в Германия, Швейцария, Франция и повече от шест месеца в Италия, където в онзи момент кипи националноосвободителното движение, водено от Джузепе Гарибалди. Ситуацията в Италия му дава материал за поредица от статии.
Завръща се в Русия през юли 1861 г. Умира през ноември 1861 г., на двадесет и пет годишна възраст, от остра туберкулоза. Погребан е до литературния критик Висарион Белински на Волковото гробище в Санкт Петербург.

## Творчество
В статиите си „Какво е обломовщина?“, „Тъмно царство“ (и двете от 1859), „Кога ще настъпи днешният ден?“, „Лъч светлина в тъмното царство“ (и двете от 1860), „Забравени хора“ (1861) и др. Добролюбов разработва т.нар. „реална критика“, като си поставя задача да осмисли отразената жизнена правда в творбите на големите писатели. За него е важно не това, което писателят е искал да каже със своето произведени, а това, което е казал. При анализа на произведенията на Н. В. Гогол, Иван Гончаров, А. Н. Островски, И. С. Тургенев, Ф. М. Достоевски Добролюбов преследва извънлитературни, социално-разобличителни цели, което превръща неговата литературна критика в публицистика. Подобно на дейците на френското Просвещение той вярва в изначално добрата природа на човека, критикува самодържавието и крепостничеството в Русия и е убеден във възможността за селска революция. Според него висше щастие за човека трябва да е стремежът към общото благо.

## Преводи на български
- Н. Добролюбов, „Избрани произведения“, Наука и изкуство, София 1952, 503 стр.